# 솜다리

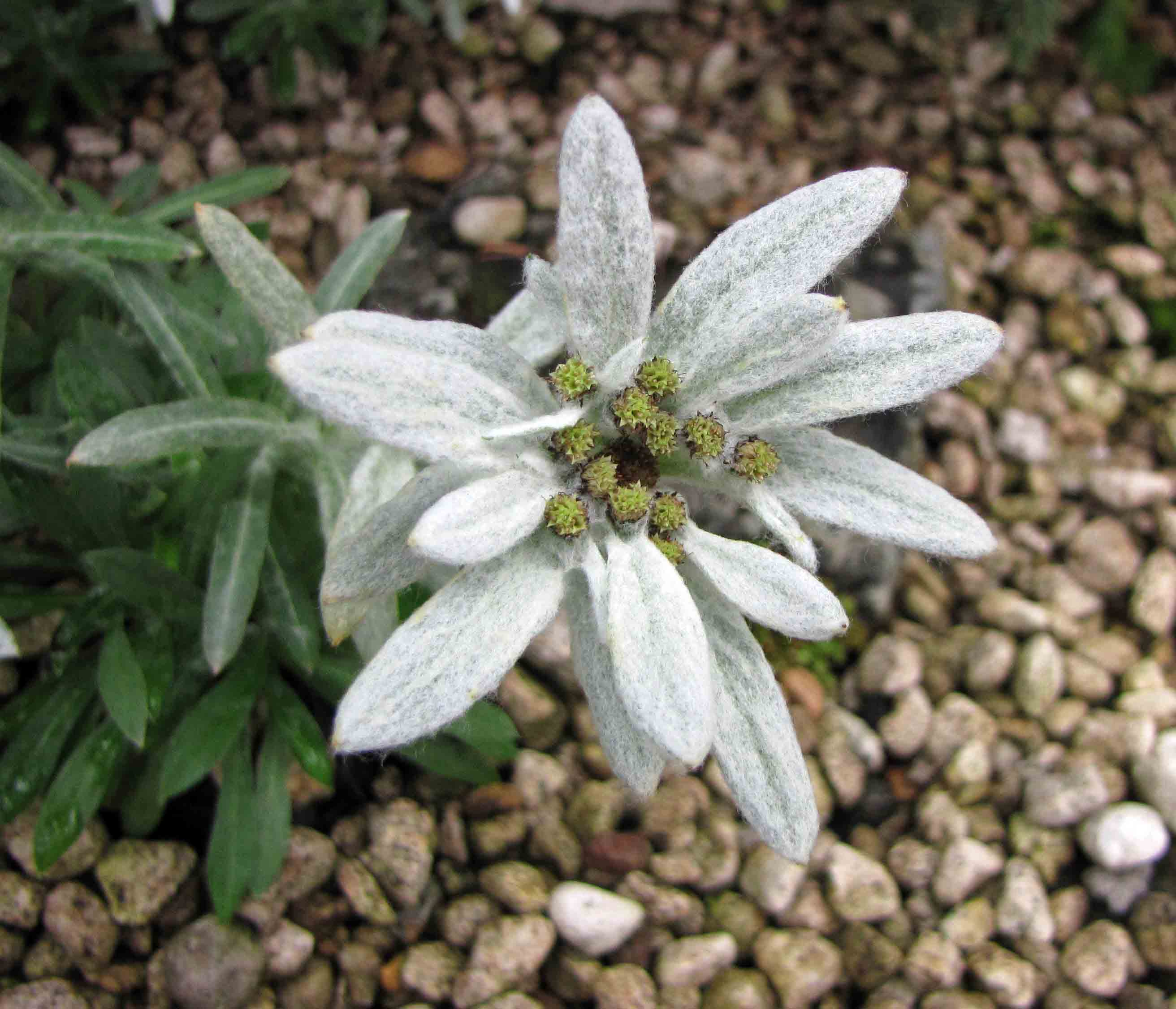

솜다리는 초롱꽃목 국화과에 딸린 여러해살이풀이다.

## 특징
조선화융초라고도 불리며, 에델바이스와 같은 속에 속하기 때문에 에델바이스라고도 잘못 불릴 때도 있다. 한라산과 한반도 중북부 지방 산지에 서식한다.
대한민국 환경부가 멸종위기 야생식물로 지정하여 보호하고 있다. 깊은 산 바위 틈에서 자라며 높이는 15∼25cm까지 자란다. 밑부분은 묵은 잎으로 덮여 있으며 줄기는 곧추 서며 전체가 회색빛을 띤 흰 솜털로 덮여있다. 줄기는 모여서 자라며 꽃이 달리는 자루와 안 달리는 자루가 있다. 꽃이 안 달리는 자루의 잎은 거꾸로 선 바소꼴 모양이며 길이는 2~7cm이다. 너비는 6~12mm이고 밑이 좁아지면서 잎자루처럼 된다. 잎 표면에는 솜털이 약간 있고 뒷면은 회색빛을 띤 흰색이다. 꽃이 달리는 자루의 잎은 긴 타원형으로 길이는 3∼7cm, 너비 7∼16mm이다.